# ミゲル・ゴメス
ミゲル・ゴメス （Miguel Gomes, 1972年2月10日 - ） は、ポルトガルの映画監督。

## 来歴
1972年、リスボンで生まれ、溝口健二や小津安二郎、F・W・ムルナウなどの映画を見て育った。
2012年、長編3作目の『熱波』が第62回ベルリン国際映画祭コンペティション部門に出品され、アルフレッド・バウアー賞を受賞。
2015年には総上映時間が約6時間半にも及ぶ超大作『アラビアン・ナイト』3部作が第68回カンヌ国際映画祭監督週間部門にて上映された。

## 監督作品

### 長編
- 自分に見合った顔 A Cara que Mereces （2004年）
- 私たちの好きな八月 Aquele Querido Mês de Agosto （2008年）
- 熱波 Tabu （2012年）
- アラビアン・ナイト As 1001 Noites （2015年）
- ツガチハ日記 Diários de Otsoga（2021年）

### 短編
- Entretanto （1999年）
- Inventário de Natal （2000年）
- Kalkitos （2002年）
- 31 （2003年）
- Pre Evolution Soccer's One-Minute Dance After a Golden Goal in the Master League （2004年）
- Cántico das criaturas （2006年）
- Redemption （2013年） ドキュメンタリー